# Erpodium perrottetii
Erpodium perrottetii är en bladmossart som beskrevs av Georg Friedrich von Jaeger 1876. Erpodium perrottetii ingår i släktet Erpodium, och familjen Erpodiaceae. Inga underarter finns listade i Catalogue of Life.